# Francesco Ansidei
Francesco Ansidei (Perugia, 6 agosto 1804 – Perugia, 8 ottobre 1873) è stato uno scacchista italiano.

## Biografia
Conte di Catrano, insegnò italiano e latino nel collegio della Sapienza. Scrisse un melodramma per musica intitolato Il sacririco di Melchisede. Appassionato scacchista collaborò a L'Album e a La Rivista degli Scacchi di Dubois e Ferrante per la quale scrisse un trattato elementare degli scacchi sotto forma di un dialogo fra un precettore e il discepolo con l'aggiunta di poesie e partiti (1959). Nel 1862 fece affiggere a Perugia un manifesto in cui si invitavano i cittadini a prendere lezioni di scacchi da lui. Nel 1865 scrisse il poemetto Una partita a scacchi che pubblicò a Firenze. Sempre a Firenze nel 1868 diede alle stampe i Precetti fondamentali sul giuoco degli scacchi comprovati con 200 finali di classiche partite.